# Imiona birmańskie
Imionom birmańskim brak typowej dla większości współczesnych imion spotykanych w innych językach cechy seryjności.  Birmańczycy nie posiadają tradycyjnego systemu patronimicznego ani matronimicznego, stąd też nie używają w ogóle nazwisk. Wiele imion może być też nadawanych dzieciom obojga płci. Możliwe są więc sytuacje, że małżonkowie mają identyczne imiona, a odróżniani są dzięki różnym zwrotom grzecznościowym. W kulturze birmańskiej ludzie mogą dowolnie zmieniać swoje imiona, często bez wiedzy administracji, odzwierciedlając w ten sposób zmiany zachodzące w ich życiu. Oprócz tego wielu Birmańczyków wykorzystuje zwroty grzecznościowe nadawane w określonych momentach życia, jako integralną część imienia. We współczesnej Birmie jednak wiele z tych tradycji ulega zmianie.

## Imiona tradycyjne i w stylu zachodnim
Imiona birmańskie były początkowo jednosylabowe, tak jak na przykład U Nu i U Thant (przy czym "U" jest zwrotem grzecznościowym). W połowie XX wieku wielu Birmańczyków zaczęło używać dwóch sylab, aczkolwiek nie odwoływali się przy tym do żadnego formalnego schematu. Pod koniec lat 90. XIX wieku uczeni brytyjscy zaobserwowali, że Arakańczycy często przyjmowali imiona trójsylabowe, podczas gdy Birmańczycy w większości nadal stosowali imiona jedno- lub dwusylabowe W miarę zaznajamiania się z kulturą zachodnią, Birmańczycy zwiększają stopniowo liczbę sylab w imionach swoich dzieci w oparciu o różne schematy. Współcześnie wśród mężczyzn spotyka się powszechnie imiona długości do czterech, a wśród kobiet do pięciu sylab.
Uczeni tacy jak Thant Myint-U utrzymywali, że wzrost złożoności imion birmańskich wynikał z upadku monarchii, który pociągnął za sobą zanik wyrafinowanej tytulatury palijsko-birmańskiej, tytułów szlacheckich i dworskich, pozostawiając większość Birmańczyków jedynie z ich jednosylabowymi imionami. Dawniejsze tytuły, takie jak min (မင်း; "przywódca") zostały przyswojone ponownie jako część imion osobistych.
I tak na przykład rodzice birmańskiego działacza narodowego Aung Sana nosili jednosylabowe imiona Pha (ဖာ) i Suu (စု). Przy urodzeniu nadano mu imię Htain Lin (ထိန်လင်း), jednak w późniejszych latach zmienił on je na Aung San (အောင်ဆန်း). Jego córka została nazwana Aung San Suu Kyi (အောင်ဆန်းစုကြည်). Pierwsza część jej imienia, "Aung San", pochodzi z imienia ojca jakie posiadał w chwili jej urodzenia. "Suu" pochodzi od imienia babki, "Kyi" - od imienia matki (Khin Kyi (ခင်ကြည်). Dodawanie imion ojca i matki do własnego imienia zdarza się obecnie całkiem często, choć nie oznacza to rozwijania się nazwisk. W użytku są jednocześnie inne systemy nadawania imion. 
Używanie imion rodziców bądź krewnych w imionach osobistych było krytykowane jako niebirmańskie przyswajanie seryjności, choć różni się ono od historycznych praktyk zachodnich.
Imiona Birmańczyków często zwierają słowa pochodzące z języka pali łączone z wyrazami birmańskimi, w tym:

- Męskie:
  - thura (သူရ "męstwo" od sura)
  - thiha (သီဟ "lew" od siha)
  - zeya (ဇေယျာ "zwycięstwo" od jaya)
  - wunna (ဝဏ္ဏ "złoto" od vanna)

- Żeńskie:
  - sanda (စန္ဒာ "księżyc" od chanda)
  - thanda (သန္တာ "koral" od santa)
  - thiri (သီရိ "wspaniałość" od sri)
  - hayma (ဟေမာ, "las", porównaj z Himalaje)

Birmańczycy wchodzący w związki małżeńskie z ludźmi z Zachodu lub emigrujący do krajów, w których używa się nazwisk mogą używać swych imion tak, jakby ich część stanowiła nazwisko rodowe. I tak na przykład żona Tun Myinta przybrała nazwisko Myint, jednak Myint jest w rzeczywistości częścią jego osobistego imienia.
Wśród birmańskich chrześcijan, zwłaszcza Karenów, powszechne jest przyjmowanie imion biblijnych w brzmieniu angielskim, np. Moses, Joseph, Mary czy Ruth. 

## Zwroty grzecznościowe
Jak wspomniano wyżej zwroty grzecznościowe są dodatkiem do nadanego imienia i mogą być zwyczajną formą zwracania się do danej osoby zarówno w mowie jak i piśmie, zwłaszcza w przypadku imion jedno- lub dwusylabowych. Szerokie korzystanie ze zwrotów grzecznościowych spotyka się we wszystkich kulturach obszaru birmańskiego. chociaż niektóre grupy etniczne mają specjalne zwroty grzecznościowe, słowa te są rozpoznawane i stosowane przez inne grupy (raczej zamiast tłumaczenia). Zdarza się, że dla podkreślenia swojej birmańskości osoby innego pochodzenia etnicznego dodają przed swoim imieniem nadmiarowy zwrot grzecznościowy w brzmieniu birmańskim (np. Karen może przybrać imię U Saw Tha Htoo, choć U i Saw to zwroty odpowiadające sobie). Zwroty grzecznościowe zmieniają się w ciągu życia wraz z wiekiem i statusem danej osoby.
Rodzice Aung Sana są na przykład bardziej powszechnie znani jako U Pha i Daw Suu. Imiona te można przetłumaczyć jako „Pan Pha” i Pani Suu” ale często są one używane w mniej formalny sposób.
Poniżej przedstawiono niektóre często stosowane zwroty grzecznościowe używane w imionach birmańskich:
| Zwrot grzecznościowy | Zapis birmański | Tłumaczenie                  | Uwagi |
| -------------------- | --------------- | ---------------------------- | --- |
| Ashin                | အရှင် lub အသျှင်     | Wielki Pan                   | Używane przez mnichów, szlachtę i, rzadko, kobiety                                                                                                |
| Binnya, Banya        | ဗညား lub ဗညာ       |                              | Używane by wskazać na godność królewską bądź szlachecką, pochodzi od mońskiego ဗညာ /pəɲɛ̀a/                                                         |
| Bo, Bogyoke          | ဗိုလ်/ဗိုလ်ချုပ်         | Dowódca/Generał/Przywódca    | Używane wobec oficerów wojska (np. Bogyoke Aung San)                                                                                              |
| Daw                  | ဒေါ်               | Ciotka//Pani                 | Używane wobec dojrzałych kobiet lub kobiet zajmujących wyższą pozycję (np. Daw Aung San Suu Kyi)                                                  |
| Duwa                 | ဒူးဝါး              | Wódz                         | Używane wobec wodzów kaczińskich |
| Khun                 | ခွန်              | Pan                          | Używane przez mężczyzn Szanów (pochodzących z Kyaingdôn; np. Khun Htun Oo)                                                                        |
| Ko                   | ကို               | Brat (starszy)               | Używane wobec mężczyzn w podobnym wieku (np. Ko Mya Aye)                                                                                          |
| Ma                   | မ               | Siostra/Pani                 | Używane wobec młodych kobiet lub kobiet w podobnym wieku                                                                                          |
| Mahn                 | မန်း              | -                            | Używane przez mężczyzn Karenów (np. Mahn Win Maung)                                                                                               |
| Mai, Me              | မယ်              |                              | Używane przez niektóre młode kobiety zamiast မ, jednak niezwykle rzadkie                                                                          |
| Maung (skr. Mg)      | မောင်              | Brat (młodszy) - do chłopców | Czasami używane jako część nadanego imienia |
| Mi                   | မိ               | Pani                         | Używane wobec niektórych młodych kobiet, zwykle jako przydomek (np. Mi Swe)                                                                       |
| Mi                   | မိ               | Pani                         | Używane przez kobiety Monów |
| Min                  | မင်း              | Król                         | Używane jako sufiks (np. Mindon Min) |
| Minh                 | မင်း              |                              | Używane przez chłopców Monów; ekwiwalent Maung, z mońskiego မာံ /mèm/                                                                               |
| Nai                  | နိုင်              | Pan                          | Używane przez mężczyzn Monów; ekwiwalent U (np. Nai Shwe Kyin), z mońskiego နဲာ /nài/)                                                              |
| Nang                 | နန်း              | Pani                         | Używane przez kobiety Szanów, od szańskiego ၼၢင်း /naaŋ/)                                                                                            |
| Naw                  | နော်               | Pani                         | Używane przez kobiety Karenów |
| Sai                  | စိုင်း              | Pan                          | Używane przez mężczyzn Szanów (np. Sai Htee Saing), od szańskiego ၸၢႆး /tsaaj/                                                                       |
| Salai                | ဆလိုင်း             |                              | Używane przez mężczyzn Czinów |
| Sao                  | စဝ်              | Wielki Pan                   | Używane przez królewskie rody Szanów (np. Sao Shwe Thaik), od szańskiego ၸဝ်ႈ /tsaw/)                                                               |
| Saw                  | စော               | Wielki Pan                   | Używane przez królewskie rody Szanów (Zbirmanizowana forma Sao) (np. Saw Mon Hla)                                                                 |
| Saw                  | စော               | Pan                          | Używane przez mężczyzn Karenów (np. Saw Bo Mya)                                                                                                   |
| Sawbwa               | စော်ဘွား              | Wódz                         | Birmańskie przybliżenie szańskiego 'saopha' (ၸဝ်ႈၽႃႉ /tsaw pʰaa/), dodawane jako sufiks do imion wodzów Szanów (np. Nyaungshwe Sawbwa Sao Shwe Thaik) |
| Saya                 | ဆရာ              | Nauczyciel                   | Używane wobec mężczyzn starszych wiekiem lub zajmujących wyższą pozycję                                                                           |
| Sayadaw              | ဆရာတော်             | Królewski Nauczyciel         | Używane wobec wyższych rangą mnichów (np. Sayadaw U Pandita)                                                                                      |
| Sayama               | ဆရာမ             | Nauczycielka                 | Używane wobec kobiet w starszym wieku lub zajmujących wyższą pozycję                                                                              |
| Shin                 | ရှင် lub သျှင်       | Wielki Pan                   | Używane przez mnichów oraz mężczyzn i kobiet obdarzanych dostojeństwem (Przestarzałe; np. Shin Arahan, Shin Ye Htut, Yawei Shin Htwe)             |
| Tekkatho             | တက္ကသိုလ်           | Uniwersytet                  | Używane przez autorów książek (Przestarzałe; np. Tekkatho Phone Naing)                                                                            |
| Thakin               | သခင်             | Mistrz                       | Używane przez członków stowarzyszenia Dobama Asiayone (Przestarzałe; np. Thakin Kodaw Hmaing)                                                     |
| Theippan             | သိပ္ပံ             | Nauka                        | Używane przez autorów książek (Przestarzałe; np. Theippan Maung Wa)                                                                               |
| U                    | ဦး               | Wuj/Pan                      | Używane wobec dojrzałych mężczyzn lub mężczyzna zajmujących wysoką pozycję oraz mnichów (np. U Thant, U Ottama)                                   |

## Astrologiczny system nadawania imion
Wielu birmańskich buddystów przy nadawaniu imion dzieciom posiłkuje się astrologią, przy czym o losach dziecka ma decydować dzień narodzin w tradycyjnym kalendarzu ośmiodniowym. Każdy dzień tygodnia ma przyporządkowane pewne litery alfabetu birmańskiego, od których powinny zaczynać się imiona urodzonych w tym dniu dzieci. I tak na przykład dziecko urodzone w poniedziałek może mieć imię zaczynające się na literę "k" (က). Niektóre dni uważane są za pasujące do siebie (np. wtorek i czwartek czy czwartek i niedziela), co pozwala na tworzenie imion złożonych, zaczynających się od liter obu dobranych do siebie dni. Niektórzy rodzice, zamiast posługiwać się tym uproszczonym systemem, zwracają się o pomoc przy wyborze imienia do astrologa, który dobiera je w oparciu o dokładny czas urodzenia.

Poniżej przedstawione jest tradycyjne zestawienie dni narodzin z odpowiadającymi im pierwszymi literami imion; schemat ten nie jest już dziś powszechnie stosowany:
| Dzień                 | Litery                                   |
| --------------------- | ---------------------------------------- |
| Poniedziałek (တနင်္လာ)   | က (ka), ခ (hka), ဂ (ga), ဃ (ga), င (nga) |
| Wtorek (အင်္ဂါ)          | စ (sa), ဆ (hsa), ဇ (za), ဈ (za), ည (nya) |
| Środa rano (ဗုဒ္ဓဟူး)     | လ (la), ဝ (wa)                           |
| Środa popołudnie (ရာဟု) | ယ (ya), ရ (ya, ra)                       |
| Czwartek (ကြာသပတေး)       | ပ (pa), ဖ (hpa), ဗ (ba), ဘ (ba), မ (ma)  |
| Piątek (သောကြာ)           | သ (tha), ဟ (ha)                          |
| Sobota (စနေ)           | တ (ta), ထ (hta), ဒ (da), ဓ (da), န (na)  |
| Niedziela (တနင်္ဂနွေ)     | အ (a)                                    |

## Inne elementy imion birmańskich
Ponieważ wzrost mobilności społecznej przy braku nazwisk i zmienności imion utrudnia identyfikację osób, pojawiają się nowe elementy imion, które mają w tej identyfikacji pomóc. Przykładami mogą być zwroty grzecznościowe Tekkatho i Theippan (odpowiednio: Uniwersytet i Nauka), które mają podkreślać, że posługująca się nimi osoba ma wyższe wykształcenie czy też zajmuje się nauką. Niektóre bardziej znane osoby dodają przed swym imieniem nazwę prowincji lub miasta, z którego pochodzą, np. Pantanaw U Khant (brat byłego sekretarza generalnego ONZ U Thanta). Przynosi to jednocześnie splendor ich miejscom urodzenia. Aktor Ne Win dodał przed swym imieniem słowo Kawleikgyin (birm. ကောလိပ်ဂျင်နေဝင်း, wym. [kɔ̀lèdʑɪ̀ɴ]) oznaczające studenta (ang. collegian) dla podkreślenia faktu, iż uczęszczał do college'u, a także dla upamiętnienia swojej głośnej roli w filmie Collegian.